# Colubrariidae
Famille
Les Colubrariidae sont une famille de mollusques gastéropodes de l'ordre des Neogastropoda.

## Liste des genres
Selon World Register of Marine Species (16 mars 2016) :
- genre Bartschia Rehder, 1943
- genre Colubraria Schumacher, 1817
- genre Cumia Bivona-Bernardi, 1838
- genre Iredalula Finlay, 1926
- genre Kanamarua Kuroda, 1951
- genre Metula H. Adams & A. Adams, 1853
- genre Minibraria Sarasua, 1984

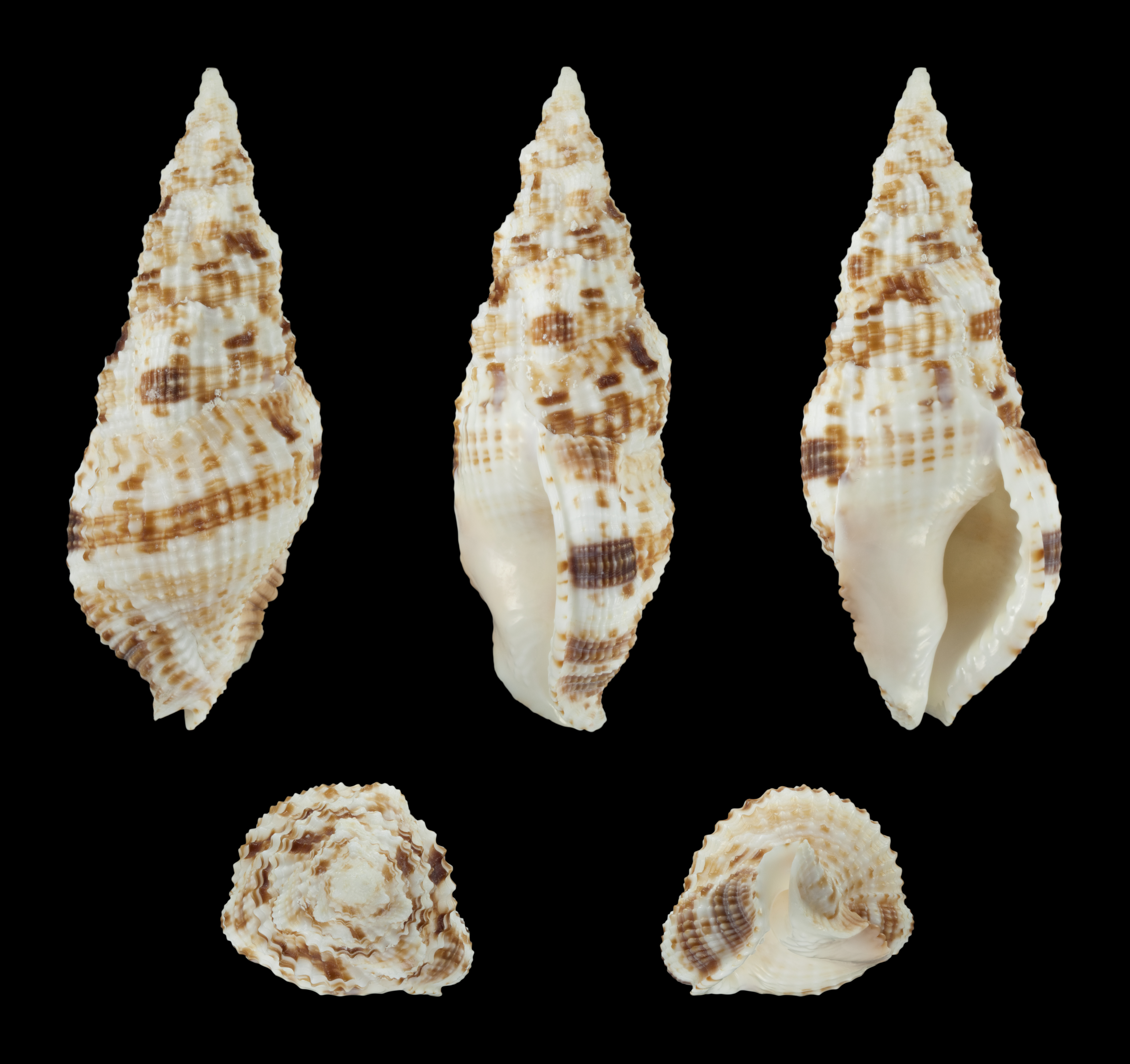
Colubraria muricata.
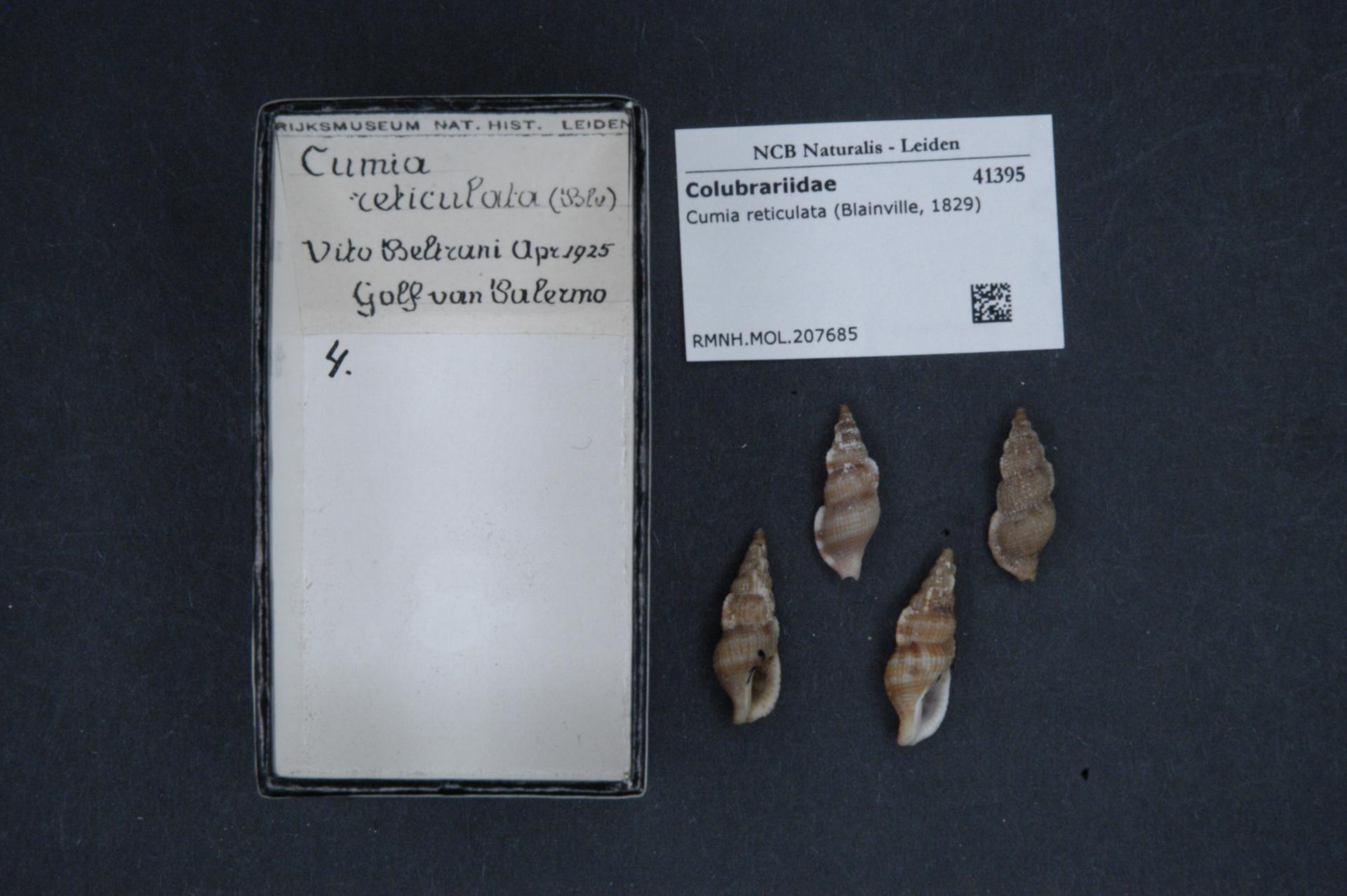
Cumia reticulata.